# Leia arcuata
Leia arcuata är en tvåvingeart som beskrevs av Enrico Adelelmo Brunetti 1912. Leia arcuata ingår i släktet Leia och familjen svampmyggor. Inga underarter finns listade i Catalogue of Life.